# Parque nacional del Monte Parnaso
El Parque nacional del Monte Parnaso es un espacio protegido de Grecia, ubicado al este del sitio arqueológico de Delfos. En este parque se encuentran varios picos con bosques y vistas entre las más bellas del país. El parque alberga una gran variedad de flora y fauna, entre la que pueden destacarse aves como el halcón peregrino, el quebrantahuesos, el águila real, el escribano ceniciento o la curruca de Rüppell.
El parque es visitado periódicamente por observadores de aves y plantas. La mejor época de visita son los meses de mayo y junio. En invierno se puede esquiar por las laderas septentrionales.